# Castello di Monsaraz
Il castello di Monsaraz (in portoghese: Castelo de Monsaraz) è un castello fortificato della cittadina portoghese di Monsaraz, (comune di Reguengos de Monsaraz), nel distretto di Évora (Alentejo, Portogallo meridionale), fatto costruire probabilmente intorno al 1320 da Alfonso III e Dinis sulle fondamenta di una fortezza preesistente ed ampliato nel corso del XVII secolo.
L'edificio è classificato come monumento nazionale.

## Storia
La fortezza originaria cadde nelle mani dei musulmani durante la "Reconquista" cristiana, prima di passare definitivamente ai Portoghesi nel 1232.
Nel 1310, il castello fu quindi fatto ricostruire completamente dal Alfonso III e Dinis.
Nel 1830 alcuni materiali della piazza d'armi del castello furono utilizzati dagli abitanti di Monsaraz per costruire la plaza de toros.

## Descrizione
Il castello è a pianta quadrangolare ed è costruito in pietra di scisto.

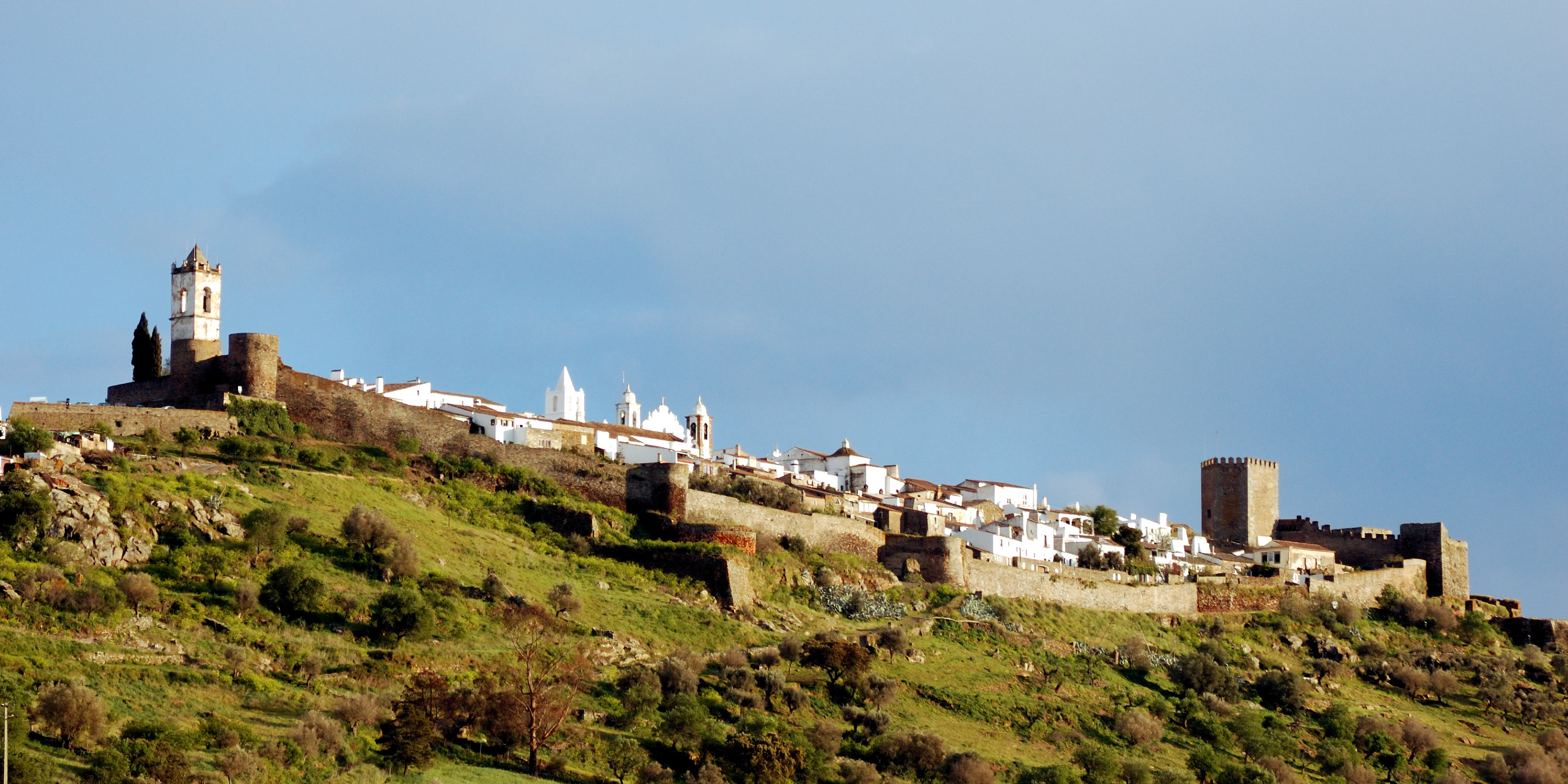
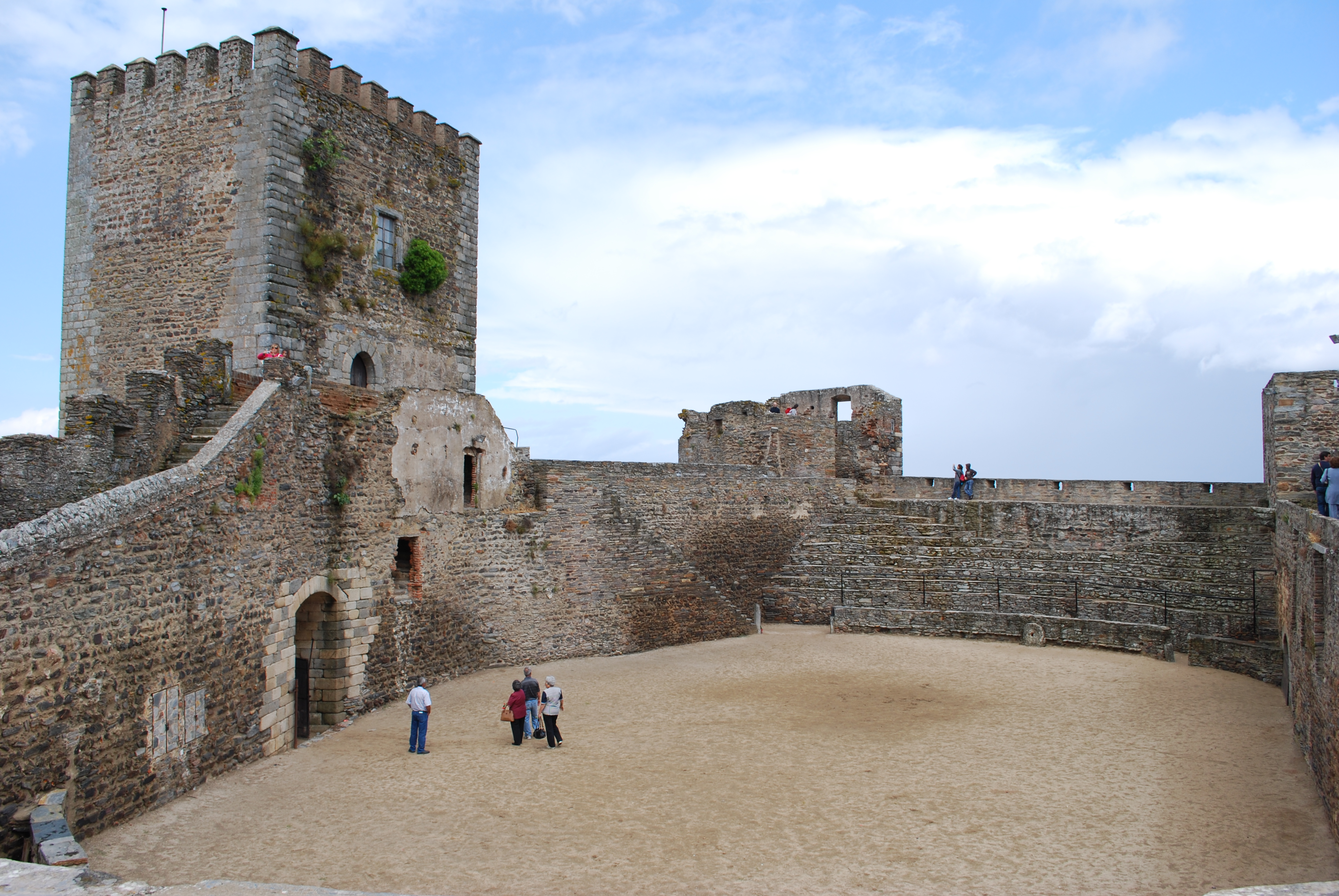
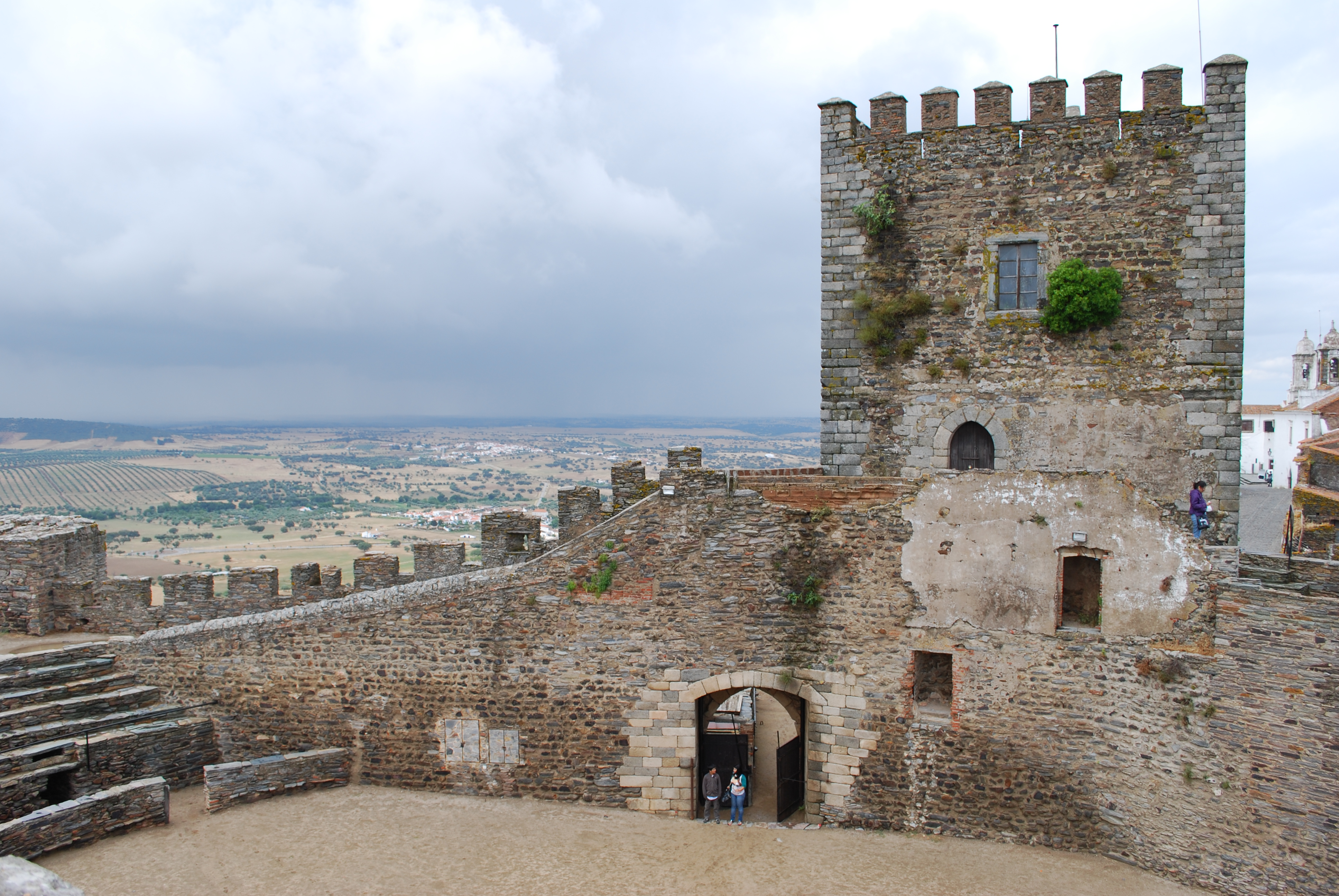
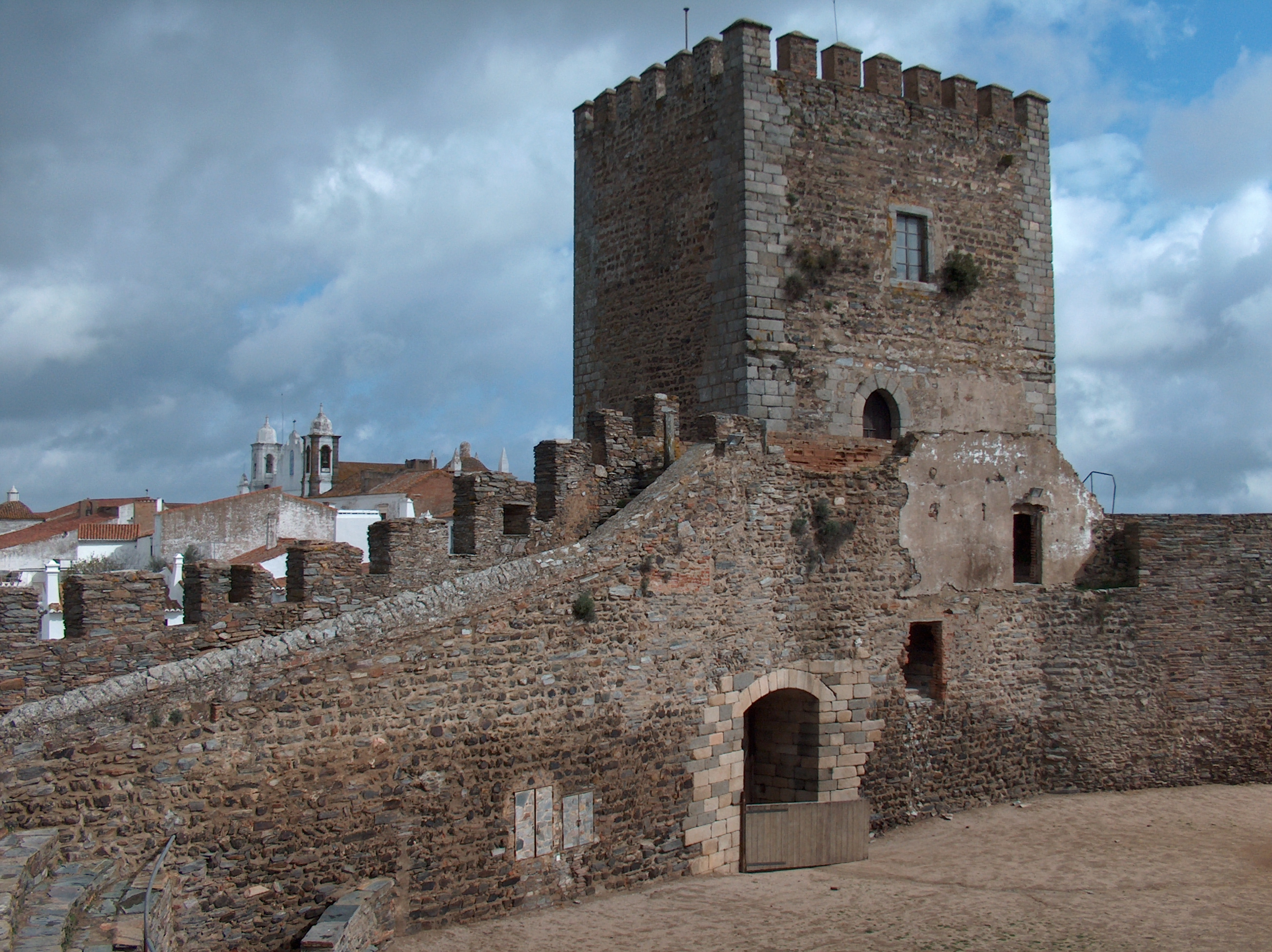